# 沟果豆属
沟果豆属（学名：Burkilliodendron）是豆科的一属。

## 下属物种
本属包括以下物种：
- Burkilliodendron album (Ridl.) Sastry[1]